# ローリン (フレディ・ハバードのアルバム)
| 専門評論家によるレビュー            | 専門評論家によるレビュー |
| レビュー・スコア                    | レビュー・スコア         |
| 出典                                | 評価                     |
| ----------------------------------- | ------------------------ |
| Allmusic                            | [ 1 ]                    |
| The Rolling Stone Jazz Record Guide | [ 2 ]                    |

『ローリン』
(Rollin') は、ジャズ音楽家フレディ・ハバードが、ドイツのシュヴァルツヴァルトのヴィリゲンで開かれたジャズ・フェスティバルで、テアター・アム・リンク (Theater Am Ring) において収録したライブ・アルバムで、1982年にMPSレコードからリリースされた。このアルバムには、ハバードと、デイヴ・シュニッター、ウィリアム・チャイルズ、ラリー・クレイン、カール・バーネット (Carl Burnett) による演奏が収録されている。

## 評価
オールミュージックのレビューで、スコット・ヤナウは、「概ねストレートアヘッドに貫かれたこの音楽は、とても楽しめるもので、ハバードのファンなら、このかなりレアな盤を探し出したいと思うことだろう (the largely straightahead music is quite enjoyable and Hubbard's fans may want to search for this fairly rare item)」と記している。

## トラックリスト
1. "One of Another Kind" - 7:38
2. "Here's to That Rainy Day"  - 6:23
3. "Cascais" (Larry Klein) - 10:25
4. "Up Jumped Spring" - 6:37
5. "Byrdlike" - 6:38
6. "Brigitte" - 4:35
7. "Breaking Point" - 5:26

ラリー・クレイン作曲の「Cascais」以外はいずれもフレディ・ハバード作曲
- ライブ録音：1981年5月2日、ヴィリゲン・ジャズ・フェスティバル、テアター・アム・リンク

## パーソネル
- フレディ・ハバード - トランペット, フリューゲルホーン
- デイヴ・シュニッター - テナー/ソプラノ・サクソフォーン
- ウィリアム・チャイルズ - ピアノ、エレクトリック・ピアノ
- ラリー・クレイン - ベース,、エレクトリックベース
- カール・バーネット - ドラムス